# Discografia de Haley Reinhart
A discografia de Haley Reinhart, uma cantora, compositora e dubladora norte-americana, consiste em dois álbuns de estúdio, um extended play e cinco singles ao todo. Reinhart ficou conhecida após ter sido uma das finalistas na décima temporada do programa American Idol, quando terminou em terceiro lugar.
Em 2012, um ano após sua participação no talent show, ela lançou seu álbum de estreia intitulado Listen Up!. O álbum alcançou a décima sétima posição na Billboard 200 e gerou o single "Free" e uma parceria com o rapper B.o.B na faixa "Oh My!". Em 2015, a cantora voltou aos holofotes após regravar a canção "Can't Help Falling In Love", de Elvis Presley, como single promocional, e atingir mais de 200 mil cópias vendidas. No ano seguinte, lançou seu segundo álbum de estúdio, Better.
Em 2017, Reinhart lançou seu terceiro álbum de estúdio, intitulado What's That Sound?, contendo onze regravações de músicas dos anos 1960 e três faixas originais. Até o momento, o disco gerou quatro músicas de trabalho: "Baby It's You", "For What It's Worth" e "Let's Start", além do single promocional "The Letter".

## Álbuns

### Álbuns de estúdio
| Detalhes do álbum | Melhores posições | Melhores posições | Melhores posições | Melhores posições | Vendas     |
| Detalhes do álbum | EUA               | EUA Sales         | EUA Current       | EUA Indie         | Vendas     |
| --- | ----------------- | ----------------- | ----------------- | ----------------- | ---------- |
| Listen Up! - Lançamento: 22 de maio de 2012 - Formatos: CD, download digital - Gravadora: Interscope/19                   | 17                | 17                | 17                | —                 | - : 77.000 |
| Better - Lançamento: 29 de abril de 2016 - Formatos: CD, download digital - Distribuidora: ole/red dot                    | —                 | —                 | 98                | 22                | - : 7.500  |
| What's That Sound? - Lançamento: 22 de setembro de 2017 - Formatos: CD, LP, download digital - Gravadora: Concord Records | —                 | 67                | 65                | —                 |            |
| Lo-Fi Soul - Lançamento: 27 de março de 2019 - Formatos: CD, LP, download digital - Gravadora: Reinhart Records           | —                 | —                 | —                 | —                 |            |
| "—" denota que o álbum não apareceu na parada musical.                                                                    |                   |                   |                   |                   |            |

### Extended plays
| Detalhes | Melhores posições | Melhores posições | Vendas     |
| Detalhes | EUA               | EUA Current       | Vendas     |
| --- | ----------------- | ----------------- | ---------- |
| American Idol season 10 highlights: Haley Reinhart - Lançamento: 28 de junho de 2011 - Formatos: CD, download digital - Gravadora: Interscope/19 | 37                | 36                | - : 59.000 |
| Bulletproof - Lançamento: 14 de junho de 2019 - Formatos: Download digital                                                                       | —                 | —                 |            |
| Off The Ground - Lançamento: 2 de setembro de 2022 - Formatos: Download digital                                                                  | —                 | —                 |            |
| "—" denota que o álbum não apareceu na parada musical.                                                                                           |                   |                   |            |

## Singles

### Como artista principal
| Ano                                                     | Single                       | Melhores posições | Melhores posições | Melhores posições | Melhores posições | Melhores posições | Vendas     | Álbum              |
| Ano                                                     | Single                       | EUA               | EUA Adult         | EUA Heat          | EUA Digital       | Jazz Digital      | Vendas     | Álbum              |
| ------------------------------------------------------- | ---------------------------- | ----------------- | ----------------- | ----------------- | ----------------- | ----------------- | ---------- | ------------------ |
| 2012                                                    | "Free"                       | 104               | 26                | 19                | 55                | —                 | - : 61.000 | Listen Up!         |
| 2014                                                    | "Show Me Your Moves"         | —                 | —                 | —                 | —                 | —                 |            | Single sem álbum   |
| 2016                                                    | "Better"                     | —                 | —                 | —                 | —                 | —                 |            | Better             |
| 2017                                                    | "Baby It's You"              | —                 | —                 | —                 | —                 | —                 |            | What's That Sound? |
| 2017                                                    | "For What It's Worth"        | —                 | —                 | —                 | —                 | —                 |            | What's That Sound? |
| 2017                                                    | "Let's Start"                | —                 | —                 | —                 | —                 | —                 |            | What's That Sound? |
| 2018                                                    | "Last Kiss Goodbye"          | —                 | —                 | —                 | —                 | 15                |            | Single sem álbum   |
| 2018                                                    | "Don't Know How to Love You" | —                 | —                 | —                 | —                 | —                 |            | Lo-Fi Soul         |
| 2019                                                    | "Lo-Fi Soul"                 | —                 | —                 | —                 | —                 | —                 |            | Lo-Fi Soul         |
| 2019                                                    | "Honey, There’s the Door"    | —                 | —                 | —                 | —                 | —                 |            | Lo-Fi Soul         |
| 2019                                                    | "Deep Water"                 | —                 | —                 | —                 | —                 | —                 |            | Lo-Fi Soul         |
| 2020                                                    | "Change" (ao vivo)           | —                 | —                 | —                 | —                 | —                 |            | Single sem álbum   |
| 2020                                                    | "Piece of My Heart"          | —                 | —                 | —                 | —                 | —                 |            | Single sem álbum   |
| 2021                                                    | "Roll the Dice"              | —                 | —                 | —                 | —                 | —                 |            | Off The Ground     |
| 2021                                                    | "Off The Ground"             | —                 | —                 | —                 | —                 | —                 |            | Off The Ground     |
| 2022                                                    | "Lovesick"                   | —                 | —                 | —                 | —                 | —                 |            | Off The Ground     |
| "—" denota que o single não apareceu na parada musical. |                              |                   |                   |                   |                   |                   |            |                    |

### Como artista convidada
| Ano                                                     | Canção                                                 | Artista                                       | Melhores posições | Álbum                        |
| Ano                                                     | Canção                                                 | Artista                                       | EUA Dance/Mix     | Álbum                        |
| ------------------------------------------------------- | ------------------------------------------------------ | --------------------------------------------- | ----------------- | ---------------------------- |
| 2018                                                    | "My Baby Just Cares for Me" (ao vivo) com Till Brönner | Jeff Goldblum & The Mildred Snitzer Orchestra | —                 | The Capitol Studios Sessions |
| 2018                                                    | "Something Strange"                                    | Vicetone                                      | 23                | Elements                     |
| "—" denota que o single não apareceu na parada musical. |                                                        |                                               |                   |                              |

### Singlespromocionais
| Ano                                                     | Single                                     | Melhores posições | Melhores posições | Melhores posições | Melhores posições | Melhores posições | Vendas      | Certificações  | Álbum              |
| Ano                                                     | Single                                     | EUA               | EUA Adult         | EUA AC            | EUA Heat          | EUA Digital       | Vendas      | Certificações  | Álbum              |
| ------------------------------------------------------- | ------------------------------------------ | ----------------- | ----------------- | ----------------- | ----------------- | ----------------- | ----------- | -------------- | ------------------ |
| 2011                                                    | "Baby, It's Cold Outside" com Casey Abrams | 120               | —                 | 39                | 18                | —                 | - : 25.000  |                | Single sem álbum   |
| 2015                                                    | "Can't Help Falling In Love"               | —                 | 31                | 17                | —                 | 48                | - : 500.000 | - : 2× Platina | Better             |
| 2017                                                    | "The Letter"                               | —                 | —                 | —                 | —                 | —                 |             |                | What's That Sound? |
| 2019                                                    | "Shook"                                    | —                 | —                 | —                 | —                 | —                 |             |                | Lo-Fi Soul         |
| 2019                                                    | "Dreams"                                   | —                 | —                 | —                 | —                 | —                 |             |                | Single sem álbum   |
| 2019                                                    | "Bulletproof"                              | —                 | —                 | —                 | —                 | —                 |             |                | Bulletproof        |
| 2019                                                    | "It Ain't Over 'til It's Over"             | —                 | —                 | —                 | —                 | —                 |             |                | Bulletproof        |
| 2021                                                    | "Heroes"                                   | —                 | —                 | —                 | —                 | —                 |             |                | Single sem álbum   |
| 2023                                                    | "Thunderclouds" com Kris Allen             | —                 | —                 | —                 | —                 | —                 |             |                | Single sem álbum   |
| "—" denota que o single não apareceu na parada musical. |                                            |                   |                   |                   |                   |                   |             |                |                    |

### Participações
| Ano                                                     | Single                                                                                           | Artista                                       | Melhores posições | Álbum                                                                |
| Ano                                                     | Single                                                                                           | Artista                                       | Jazz Digital      | Álbum                                                                |
| ------------------------------------------------------- | ------------------------------------------------------------------------------------------------ | --------------------------------------------- | ----------------- | -------------------------------------------------------------------- |
| 2012                                                    | "Hit the Road Jack"                                                                              | Casey Abrams                                  | —                 | Casey Abrams                                                         |
| 2014                                                    | "Leading to One"                                                                                 | AMD                                           | —                 | AMD (Adrian and Mark Duet)                                           |
| 2015                                                    | "Habits"                                                                                         | Scott Bradlee & Postmodern Jukebox            | 12                | Selfies on Kodachrome                                                |
| 2015                                                    | "All About That Bass" (não creditada) com Morgan James & Ariana Savalas                          | Scott Bradlee & Postmodern Jukebox            | —                 | Emoji Antique                                                        |
| 2015                                                    | "Creep"                                                                                          | Scott Bradlee & Postmodern Jukebox            | 1                 | Emoji Antique                                                        |
| 2015                                                    | "Lovefool"                                                                                       | Scott Bradlee & Postmodern Jukebox            | 11                | Swipe Right For Vintage                                              |
| 2015                                                    | "Oops!...I Did It Again"                                                                         | Scott Bradlee & Postmodern Jukebox            | 11                | Swipe Right For Vintage                                              |
| 2015                                                    | "Seven Nation Army"                                                                              | Scott Bradlee & Postmodern Jukebox            | 5                 | Swipe Right For Vintage                                              |
| 2015                                                    | "Santa I Just Want You"                                                                          | A2                                            | —                 | Holiday-O-Rama, Vol. 1 (Christmas Collection)                        |
| 2015                                                    | "Mad World" com Puddles Pity Party                                                               | Scott Bradlee & Postmodern Jukebox            | —                 | Top Hat on Fleek                                                     |
| 2016                                                    | "Never Knew What Love Can Do"                                                                    | Casey Abrams and the Gingerbread Band         | —                 | Tales from the Gingerbread House                                     |
| 2016                                                    | "Clive"                                                                                          | DefSense                                      | —                 | When This Was a Safe Place                                           |
| 2016                                                    | "Black Hole Sun"                                                                                 | Scott Bradlee & Postmodern Jukebox            | 3                 | Squad Goals                                                          |
| 2016                                                    | "Creep" (ao vivo) com Brian Logan                                                                | Wheeling High School Jazz Combo               | —                 | 2015 Midwest Clinic: Wheeling High School Jazz Combo (Live)          |
| 2016                                                    | "How High the Moon" (ao vivo) com Brian Logan                                                    | Wheeling High School Jazz Combo               | —                 | 2015 Midwest Clinic: Wheeling High School Jazz Combo (Live)          |
| 2017                                                    | "Never Knew What Love Can Do" (ao vivo)                                                          | Casey Abrams                                  | —                 | Casey Abrams Live                                                    |
| 2017                                                    | "Don't Worry, Be Happy" com Jason Marsalis, Cyril Neville e Glen David Andrews                   | Kermit Ruffins & Irvin Mayfield               | —                 | A Beautiful World                                                    |
| 2017                                                    | "Beautiful World (For Imani)"                                                                    | Kermit Ruffins & Irvin Mayfield               | —                 | A Beautiful World                                                    |
| 2018                                                    | "Gee Baby (Ain't I Good To You)" [ao vivo]                                                       | Jeff Goldblum & The Mildred Snitzer Orchestra | —                 | The Capitol Studios Sessions                                         |
| 2019                                                    | "Light My Fire" (ao vivo) com Robby Krieger                                                      | Vários artistas                               | —                 | America Salutes You Presents: Guitar Legends II                      |
| 2019                                                    | "Love the One You're With" (ao vivo) com Stephen Stills, Billy Gibbons, Robby Krieger & Orianthi | Vários artistas                               | —                 | America Salutes You Presents: Guitar Legends II                      |
| 2021                                                    | "If You Go Away"                                                                                 | Thomas Dutronc                                | —                 | Frechy                                                               |
| 2021                                                    | "Looking at You"                                                                                 | Tingsek                                       | —                 | Home                                                                 |
| 2021                                                    | "Don't Speak"                                                                                    | Scott Bradlee's Postmodern Jukebox            | —                 | Single sem álbum                                                     |
| 2022                                                    | "To Love Somebody" (ao vivo)                                                                     | José Feliciano                                | —                 | Love & Christmas                                                     |
| 2023                                                    | "Cog in the Machine"                                                                             | Franklyn Lubsey                               | —                 | I Expect You To Die 3: Cog in the Machine (Official Game Soundtrack) |
| 2024                                                    | "Lover"                                                                                          | Jeff Goldblum & The Mildred Snitzer Orchestra | —                 | Single sem álbum                                                     |
| 2024                                                    | "Tattoo"                                                                                         | Jeff Goldblum & The Mildred Snitzer Orchestra | —                 | Single sem álbum                                                     |
| "—" denota que a canção não apareceu na parada musical. |                                                                                                  |                                               |                   |                                                                      |

## Videografia

### Vídeos musicais
| Ano  | Vídeo                                      | Diretor(a)                        |
| ---- | ------------------------------------------ | --------------------------------- |
| 2011 | "Baby, It's Cold Outside" com Casey Abrams | Nick Spanos                       |
| 2012 | "Free"                                     | Christopher Sims                  |
| 2014 | "Show Me Your Moves"                       | Danni G.                          |
| 2015 | "Can't Help Falling in Love"               | Daniel Ryan                       |
| 2016 | "Better"                                   | Casey Curry                       |
| 2017 | "Baby It's You"                            | Zach Singer                       |
| 2017 | "Let's Start"                              | Martin Guigui                     |
| 2018 | "Last Kiss Goodbye"                        | Joshua Shultz                     |
| 2018 | "Don't Know How to Love You"               | Joshua Shultz                     |
| 2019 | "Lo-Fi Soul"                               | Haley Reinhart                    |
| 2019 | "Honey, There’s the Door"                  | Joshua Shultz                     |
| 2019 | "Shook"                                    | Joshua Shultz                     |
| 2019 | "Deep Water"                               | Naomi Christie                    |
| 2021 | "Roll the Dice"                            | Joshua Shultz & Haley Reinhart    |
| 2021 | "Off The Ground"                           | Robert Rodriguez & Haley Reinhart |
| 2022 | "Lovesick"                                 | Joshua Shultz                     |

### Participações
| Ano  | Vídeo                              | Diretor(a) |
| ---- | ---------------------------------- | ---------- |
| 2018 | "Something Strange" (com Vicetone) | West Webb  |